# XV Corpo de Montanha (Alemanha)
O XV Corpo de Montanha foi um Corpo de Exército de Campo da Alemanha durante a Segunda Guerra Mundial.

## Crimes de Guerra Conhecidos
Uma Unidade controlada pelo XV Corpo de Exército de Montanha executou oficiais italianos e soldados do 15ª Divisão de Infantaria Bergamo na sequência da renúncia italiana, em Setembro de 1943.
O que se segue é parte do documento NOKW-830, Ministério Exposição 326: Extraído do Diário de Guerra do XV Montanha Corpo utilizado no Tribunal de Nuremberg:
- Oficiais Italianos foram baleado à morte de acordo com as ordens do Führer.
- O General no comando causou um inquérito para apurar quais os oficiais culpados.
- 30/9/1943, Banja Luka - Três generais foram baleados à morte em virtude de uma sentença de uma corte marcial.
- 1/10/1943, Banja Luka - 45 oficiais (italianos) foram considerados culpado baleados à morte por força de uma sentença de uma corte marcial.

## Comandantes
- General der Infanterie Rudolf Lüters (25 agosto 1943 - 10 outubro 1943)[2]
- General der Infanterie Ernst von Leyser (1 novembro 1943 - 1 agosto 1944)
- General der Panzertruppen Gustav Fehn (1 agosto 1944 - 8 maio 1945)

## Chiefs of Staff
- Oberst Werner Pfafferott (15 agosto 1943 - 25 maio 1944)[2]
- Oberstleutnant Eberhard Einbeck  (25 maio 1944 - maio 1945)

## Oficiais de Operações
- Major Johann Berger  (15 agosto 1943 - 10 julho 1944)[2]
- Major Hans-Friedrich Eisenschenk (10 de Julho de 1944 - 25 fevereiro 1945)
- Major Johannes Wagner  (25 fevereiro 1945 - maio 1945)

## Área de operações
- Balcãs (Agosto 1943 - maio 1945)[2]